# آرامگاه شیخ عبداله
بقعه شیخ عبدالله مربوط به دوره صفوی است و در خاتم، کنار میدان ورودی شهر از طریق هرات واقع شده و این اثر در تاریخ ۱۳ تیر ۱۳۷۹ با شمارهٔ ثبت ۲۷۶۹ به‌عنوان یکی از آثار ملی ایران به ثبت رسیده‌است.